# ブラック・チェンバー
ブラック・チェンバー（英語: The Black Chamber）は、1919年から1929年まで活動したアメリカ合衆国の暗号解読機関である。
国務省と陸軍省が資金を拠出、暗号研究者ハーバート・オズボーン・ヤードリーを責任者とする民間機関として1919年に設立され、各国の暗号解読に取り組んだ。特に大日本帝国に関わる業務に力を入れており、1920年代の同国の外交暗号のほとんどや、海軍武官・陸軍武官用の一部の暗号を解読していた。国務長官ヘンリー・スティムソンの意向で、1929年に閉鎖された。
のちにこの言葉は、暗号解読を目的とする秘密機関、ひいては広く秘密情報機関をも意味するようになった。

## 関連文献
- H.O.ヤードレー『ブラック・チェンバー 米国はいかにして外交暗号を盗んだか』

平塚柾緒訳、新版・角川新書 2023。ISBN 978-4-04-082486-4

## 脚注

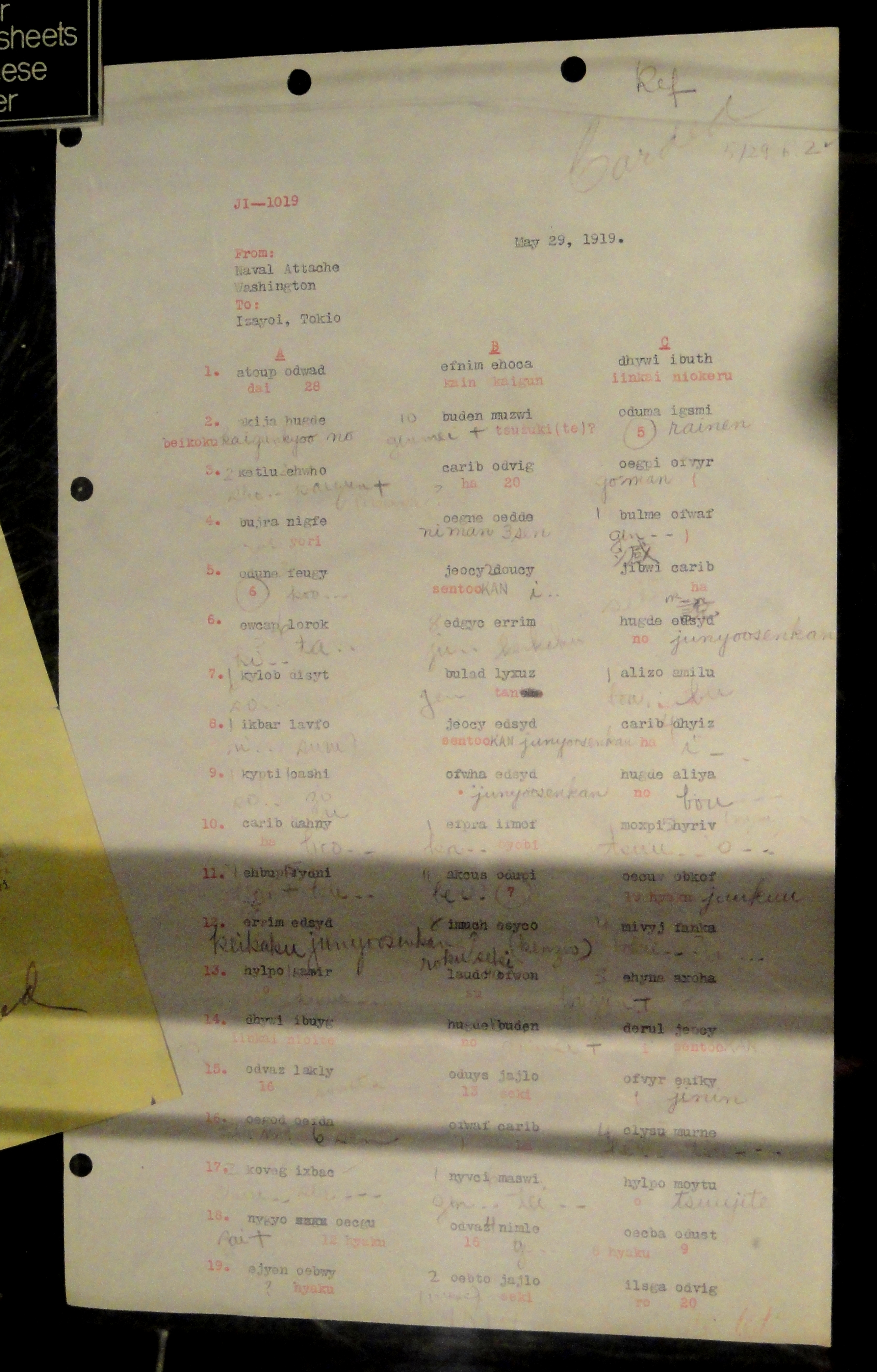
日本の外交暗号解読のためにブラック・チェンバーが用いたワークシート、1919年。アメリカ国立暗号博物館展示、2013年撮影。